# عبدالعزیز العنجری
عبدالعزیز العنجری (انگلیسی: Abdel Aziz Al-Anjri) بازیکن هندبال اهل کویت بود.

از باشگاه‌هایی که در آن بازی کرده‌است می‌توان به باشگاه ورزشی القادسیه کویت اشاره کرد.